# Epifonema
Un epifonema (del grec epiphoneîn, «exclamar») és, en retòrica, un breu enunciat amb el que es tanca un text, de manera que d'alguna manera condensa alguna idea principal que deriva del mateix o expressa una valoració al respecte. Es tractaria d'una figura literària d'ampliació que, a vegades, es pot identificar amb l'aforisme, la màxima o la sentència, i que, freqüentment, adopta la modalitat exclamativa.